# Stepenitz (Marienfließ)

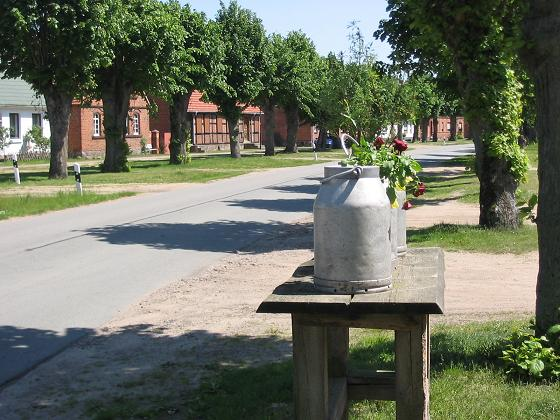
Angerdorf Stepenitz

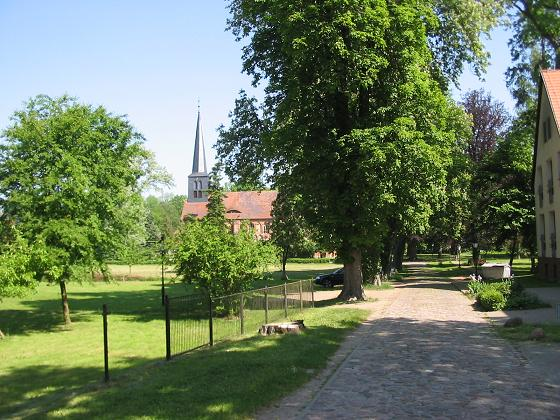
Park im Stift Marienfließ

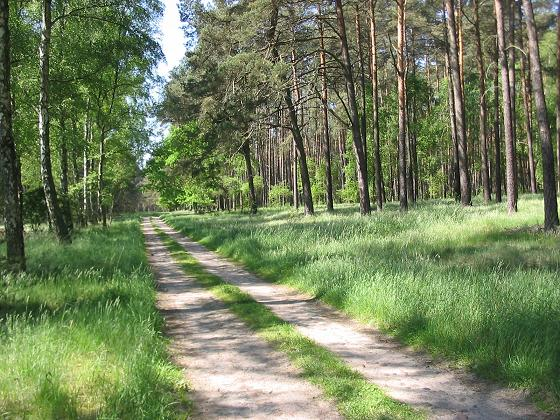
Waldlandschaft bei Stepenitz

Stepenitz ist ein Ortsteil der Gemeinde Marienfließ in Brandenburg im Landkreis Prignitz mit rund 400 Einwohnern. Bis zum 30. Dezember 2001 bildete das Dorf eine selbständige Gemeinde. Die Verwaltungsgeschäfte der Gemeinde werden vom Amt Meyenburg wahrgenommen, zu dem sich fünf Gemeinden zur Rationalisierung ihrer Geschäfte zusammengeschlossen haben. Namensgeber des Ortes ist der Elbe-Zufluss Stepenitz, deren Oberlauf als noch weitgehend unverbauter und naturnaher Bach am Ort vorbeifließt.

## Kloster und Ort
Bedeutung hat der Ort insbesondere durch das älteste Zisterzienserinnenkloster der Prignitz, das Kloster Marienfließ von 1231. Ritter Johann Gans zu Putlitz stiftete das Kloster zum einen, um die Grenze nach Mecklenburg zu sichern – klösterlicher Boden blieb in der Regel von kriegerischen Auseinandersetzungen verschont. Zum anderen schuf das Kloster Sicherheit für die Töchter der Adelsfamilien in der Prignitz. Unter dem Namen Stift Marienfließ nutzt die Evangelische Kirche das Areal mit seinem Park heute als Alten- und Pflegewohnheim in der diakonischen Altenfürsorge.
Im Zusammenhang mit dem Kloster fand der Ort Stepenitz im Jahr 1246 eine erste urkundliche Erwähnung. Das Angerdorf verfügt heute über einen Kindergarten mit Hort, die Freiwillige Feuerwehr, ein Jugendhaus und ein Sporthaus. Neben dem Kloster und der Landwirtschaft sind wirtschaftlich zwei Bauunternehmen von Bedeutung.
Zwei Gedenksteine im Ort erinnern an die Opfer des Todesmarsches vom KZ Sachsenhausen nach Schwerin vom April 1945: in der Ortsmitte sowie vor dem Evangelischen Stift Marienfließ.

## Naturraum
Landschaftlich ist Stepenitz reizvoll in Wald- und Heidelandschaften eingebettet, die am Lauf der Stepenitz Uferabbrüche und kleinere Erlenbrüche und auenwaldähnliche Abschnitte enthalten. Die Naturschutzgebiete „Marienfließ“ und „Quaßliner Moor“ gehören zum Bereich des Dorfes. Die Verordnung Naturschutzgebiet Quaßliner Moor vom 11. Oktober 1999 gibt als Schutzzweck an:
Das Gebiet wird geprägt durch ein reich gegliedertes, mit sandigen Hügeln durchsetztes Bachtal im Meyenburger Sander. Das teilweise in eiszeitlich vorgeformten Schmelzwassertalungen liegende Gebiet enthält eine Vielzahl unbeeinflusster Quellbereiche in enger Verzahnung mit unterschiedlichen Biotoptypen wie zum Beispiel Quellfluren, Erlenbruchwäldern, Resten von Feuchtwiesen und trockenen Birkenwaldbereichen.
Eine andere Charakterisierung findet das Naturschutzgebiet Marienfließ in seiner Verordnung:
Schutzzweck … ist die Erhaltung und Entwicklung großflächig zusammenhängender, weitestgehend nutzungsfreier und nährstoffarmer Offenlandbiotope im Bereich der Parchim-Meyenburger Sanderflächen, die durch ausgedehnte Ginsterheiden (Genisto-Callunion) in unterschiedlichen Ausbildungen sowie großflächige Magerrasen, beispielsweise Grasnelkenfluren, Strauß- und Silbergrasrasen geprägt sind.
Auch das Naturschutzgebiet „Stepenitz“ deckt Teile der Gemarkung des Ortes ab. Das nach dem Fluss benannte Naturschutzgebiet umfasst große Teile des Flusslaufes sowie zum Teil seiner Zuflüsse.